# Ancien hôpital général de Douala
L'ancien hôpital général de Douala est un bâtiment de cette ville conçu par l'architecte Henri Drees et construit en 1896.

## Histoire et architecture
Conçu par l'architecte allemand Henri Drees, l'hôpital est construit en 1896 sur l'initiative du Dr Albert Plehn et est réservé aux patients européens. Il est initialement baptisé Hôpital Nachtigal, en l'honneur du consul Gustav Nachtigal.
En 1930, sa taille est doublée. La même année, l'hôpital Laquintinie, réservé aux noirs, est ouvert.
À l'indépendance, il prend le nom d'Hôpital général. Il est aujourd'hui occupé par la police départementale et par la délégation de la culture de la région du Littoral.

## En images

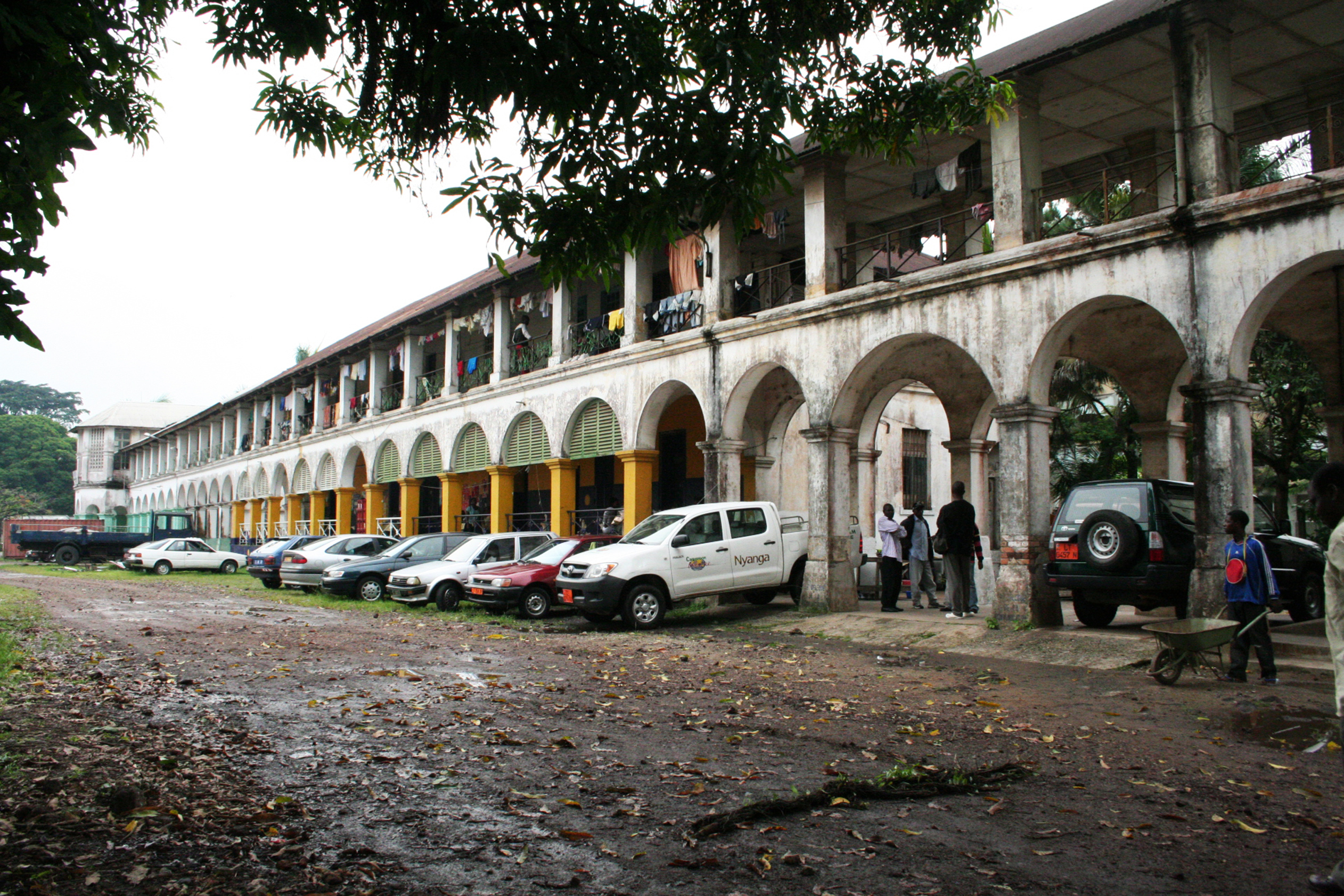
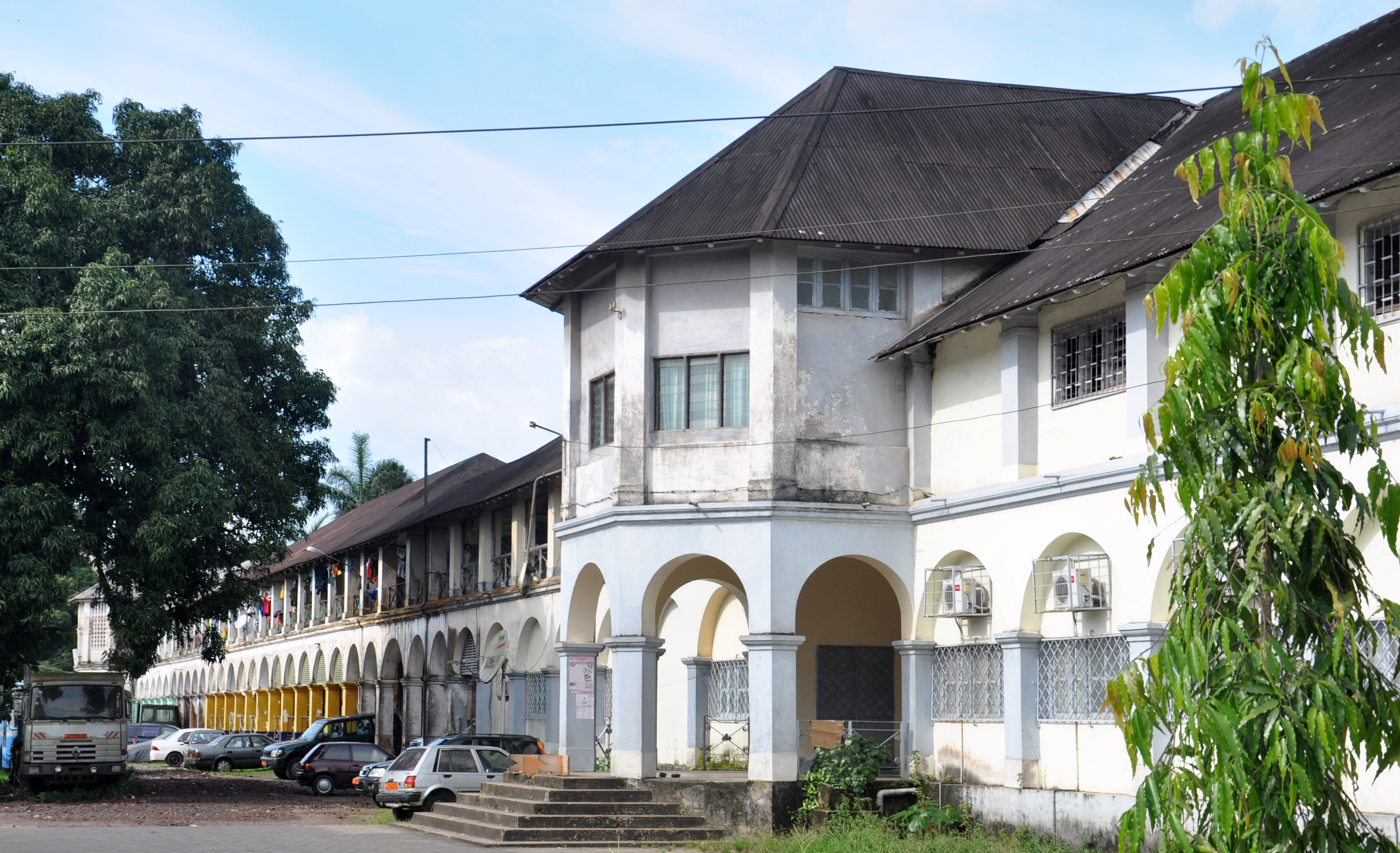
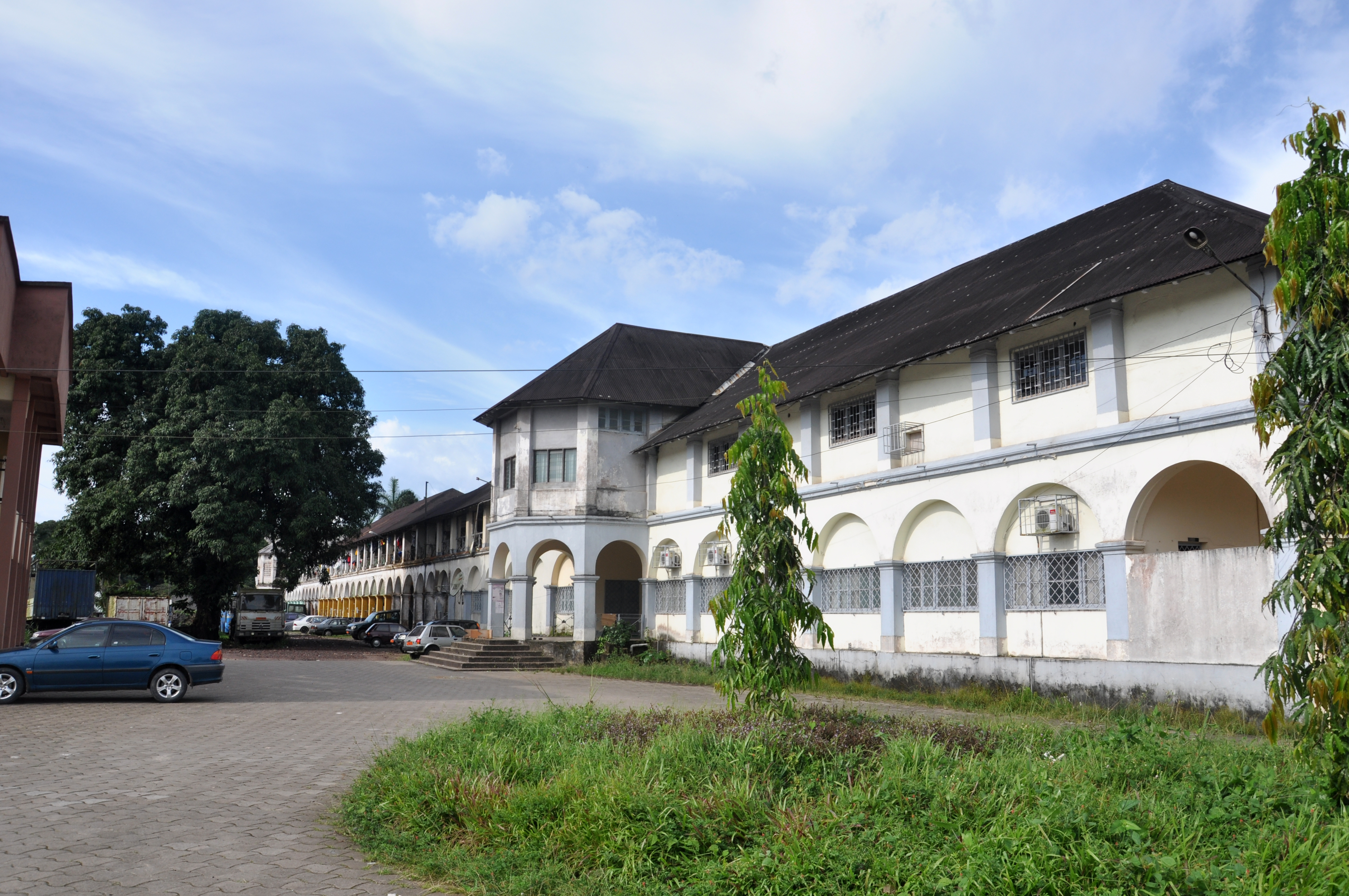